# Ваннуччи, Паоло
Паоло Ваннуччи (19 сентября 1913, Каррара, Тоскана — 24 июня 1975, Каррара, Тоскана) — итальянский футболист, вратарь.

## Биография
Первую половину карьеры Ваннуччи провёл в «Каррарезе», затем в течение трех сезонов играл в Серии B за «Пизу» (1935—1938), провёл за клуб в общей сложности 34 матча.
Он и три его земляка стали победителями Олимпийских игр в Берлине, хотя сам Ваннуччи на турнире так и не сыграл. В Карраре в их честь назван стадион, его полное название: «Муниципальный стадион имени Л. Маркини, А. Пиччини, П. Ваннуччи, Б. Вентурини».